# Ken Zazpi
Ken Zazpi es un conjunto vasco de música pop-rock creado en 1996 en Guernica y Luno (Vizcaya, España) por Jon Mikel Arronategi (bajista de Exkixu) y Eñaut Elorrieta (cantante de Lugarri). Cantan principalmente en euskera, aunque también han hecho versiones de algunas de ellas en catalán. En 1996 sacaron a la calle el tema Bi Eta Bat, en el recopilatorio del sello Gor Discos Aurtengo Gorakada 1, con el título Ken Zazpi (Menos Siete en euskera).
En el año 2000 empezaron a dedicarse a la música de manera profesional. Ese año, grabaron una maqueta en Múgica (Vizcaya) con la ayuda del guitarrista José Alberto Bátiz (entonces en Fito & Fitipaldis). La grabación se llevó a cabo en la casa-estudio de grabación del productor Iñaki "Uoho" Antón, entonces guitarrista de Platero y Tú y Extremoduro.
Su disco acústico, Gelditu Denbora ("Detén el tiempo" en euskera) les llevó a una gira de conciertos en País Vasco, Navarra y también Cataluña.

## Trayectoria
El grupo Ken Zazpi fue creado en Guernica (Vizcaya) en el otoño de 1996 por Jon Mikel Arronategi y Eñaut Elorrieta. Ambos eran por aquel entonces componentes de otros grupos locales, Exkixu y Lugarri. El grupo se dio a conocer con el disco recopilatorio Aurtengo Gorakada de la discográfica Gor diskak, donde se incluyó la canción Bi eta bat de Ken Zazpi. Sin embargo, no fue hasta el año 2000 cuando se consolidó el proyecto Ken Zazpi, con las incorporaciones de Igor Artzanegi (bajo), Beñat Serna (guitarra), Iñaki Zabaleta (teclados) y Jon Fresko (batería) y grabó su primera maqueta en los estudios de Iñaki Uoho (Platero y Tú, Extremoduro...) en la localidad de Muxika (Vizcaya), contando para ello con las colaboraciones de José Alberto Batiz (Akelarre).
El disco de estreno se lanzó en 2001 bajo el nombre de Atzo da bihar ("Ayer es mañana") de la mano de la discográfica Gor diskak. El disco obtuvo un éxito rotundo, logrando ventas superiores a las 20.000 copias y dándose a conocer a lo largo y ancho del País Vasco. La canción Zenbat min ("Cuanto daño") abrió muchas puertas al grupo, junto a la versión de la conocida canción Ezer ez da betiko ("Nada es para siempre") del grupo Lugarri. El disco incluyó igualmente otras dos versiones, de los grupos Pennywise ("Larrun") y Muse ("Irri bat") (Una risa). El grupo realizó una gira que duró dos años hasta la presentación de su segundo disco de estudio, Bidean, en abril de 2003, también de mano de la misma discográfica. Este nuevo disco nos mostró un Ken Zazpi más rock, con un sonido más contundente, pero sin perder la esencia melódica que caracteriza al grupo. Con él, el grupo dio un paso importante al empezar a creer en su potencial y ofreciendo numerosas actuaciones en directo, "las suficientes" en boca de los componentes del grupo. Según la discográfica Gor Diskak, las ventas alcanzaron las 18.000 copias.
En 2005 grabaron un disco acústico en los Estudios Garate de Andoáin. El disco, titulado Gelditu denbora ("Detén el tiempo") (Gor Diskak, 2005) sirvió para mejorar y trabajar otro tipo de sonidos:

"Para nosotros este nuevo disco ha supuesto un nuevo desafío. Con los anteriores discos fijamos un sonido propio y este acústico nos ha motivado en todos los sentidos. Hemos intentado buscar nuevos timbres, con percusión, con mandolín... Tal vez, hemos llevado al límite el camino que iniciamos con las canciones Ilargia y Haizea"

Gracias a este disco el grupo se dio ampliamente a conocer en Cataluña, hecho que motivó a Eñaut Elorrieta a cantar en catalán dos de sus canciones, La Lluna ("Ilargia") y Poema dels oprimits ("Zapalduen olerkia"), que fueron incluidos en una reedición específica para aquel mercado. El disco rompió todas las marcas en el País Vasco y llevó a nuevos escenarios al grupo, que pasó de actuar de los tradicionales escenarios y plazas de localidades vascas a actuar en los teatros Arriaga, Gayarre y Principal, así como al Kursaal donostiarra.
Dentro de la gira del disco, el grupo actuó en 2006 en el estadio barcelonés del Camp Nou, ante 70.000 personas, en el descanso del partido entre las selecciones vasca y catalana. Igualmente, el grupo fue incluido para realizar una versión de la canción Instant del temps en el disco homenaje al grupo catalán Sopa de cabra, junto a artistas de reconocido nombre como Amaral, Sidonie y Bunbury.
En 2007 cambiaron de discográfica, dejando de esta manera a Gor Diskak y lanzando el 29 de noviembre de ese mismo año el disco titulado Argiak ("Luces"), de la mano de la discográfica Oihuka. El disco se grabó en los estudios After Hours de Los Ángeles, bajo la dirección de Rafa Sardina, y mezcla ritmos de britpop, power pop y rock, en opinión del grupo.

"Nos gusta escuchar música extranjera, lo mismo que nos gusta escuchar música de nuestra tierra. Es bueno tener distintas influencias, siempre y cuando la propia influencia no acabe por comerte. Sirve para fortalecer la personalidad del grupo; en cualquier caso, la música debe de ser algo propio"

El disco no se parece en nada a discos anteriores, siendo este último mucho más trabajado, logrando un sonido al alcance de muy pocos grupos vascos y profundizando en la variada personalidad musical de Ken Zazpi.
El disco fue presentado en directo en el Kafe Antzoki Plateruena de Durango (Vizcaya), al mismo tiempo que se celebraba en la localidad vizcaína la Durangoko Euskal Liburu eta Disko Azoka ("Feria del libro y el disco vasco"). Posteriormente prosiguieron la gira a lo largo de todo el País Vasco, volviendo a tocar, entre otros, en el Teatro Arriaga de Bilbao y en el auditorio del Kursaal de San Sebastián. La gira se daría por finalizada el 3 de enero de 2009, con la actuación que el grupo dio en el Teatro Victoria Eugenia de San Sebastián. La grabación de aquel último concierto supondría el lanzamiento del quinto disco del grupo, un directo titulado Zazpi Urte Zuzenean (Siete años en directo), también de la mano de la discográfica Oihuka. El disco se acompañó de un DVD documental autoproducido por el mismo grupo, en el que se puede ver el camino recorrido por el grupo hasta ese momento. 
El 28 de octubre de 2010 se lanzó de la mano de la discográfica Elkar-Argiak el que es hasta el momento el último disco de estudio del grupo, Ortzemugak begietan. La grabación tuvo lugar en los estudios de Iñaki Uoho y en los estudios Higain de Haritz Harreguy. Tras finalizar aquí la grabación, Ken Zazpi viajó una vez más a Los Ángeles, a los estudios After Hours de Rafa Sardina, quien volvió a ser el encargado de dirigir los trabajos de producción. En las letras contaron con la colaboración del escritor Joseba Sarrionandia, Maialen Lujanbio, Jon Maia, Julen Gabiria y Uxue Alberdi. Esta última puso voz a uno de los temas, contando para los teclados y las secuencias con la participación de Joserra Senperena. La banda quiso para la ocasión buscar nuevos sonidos, por lo que las canciones del disco definen mucho más el toque anglosajón, mezclado con la música tradicional vasca.

## Miembros del grupo
- Eñaut Elorrieta – Guitarra y voz
- Jon Mikel Arronategi – Guitarra y voz
- Igor Artzanegi – Bajo
- Beñat Serna – Guitarra
- Iñaki Zabaleta – Trikitixa y teclados
- Jon fresko – Batería

Las letras son de Eñaut y Jon Mikel. En algunas canciones, Unai Ormaetxea ayuda también.

## Discografías
- Atzo da bihar  Gor Discos, 2001
- Bidean Gor Discos, 2003
- Gelditu denbora Acústico, Gor Discos, 2005
- Argiak Oihuka, 2007
- Zazpi urte zuzenean Directo, 2009
- Ortzemugak begietan Elkar, 2010
- Ken Zazpi & Euskadiko Orkestra Sinfonikoa (Elkar Argiak, 2013)
- "Phoenicoperus" (Elkar, 2015)